# Marc Pomponi (amic de Gai Grac)
Marc Pomponi (en llatí Marcus Pomponius) va ser un cavaller romà, del segle ii aC. Formava part de la gens Pompònia, una gens romana d'origen plebeu.
Era íntim amic i fidel company de Gai Grac de qui va estar al costat fins a la seva mort l'any 121 aC. En els seus darrers moments, Gai Grac es va retirar al temple de Diana on es volia suïcidar però Pomponi i Licini ho van impedir i el van encoratjar a fugir. Es va dirigir cap al Pont Sublici perseguit pels adversaris, i en aquest punt, Pomponi i Licini es van donar la volta per cobrir la fugida del seu amic. Segons Plutarc, en un relat que coincideix amb el d'altres autors, va lluitar fins a la mort.